# Wysoka Kamieńska (gromada)
Wysoka Kamieńska – dawna gromada, czyli najmniejsza jednostka podziału terytorialnego Polskiej Rzeczypospolitej Ludowej w latach 1954–1972.
Gromady, z gromadzkimi radami narodowymi (GRN) jako organami władzy najniższego stopnia na wsi, funkcjonowały od reformy reorganizującej administrację wiejską przeprowadzonej jesienią 1954 do momentu ich zniesienia z dniem 1 stycznia 1973, tym samym wypierając organizację gminną w latach 1954–1972.
Gromadę Wysoka Kamieńska z siedzibą GRN w Wysokiej Kamieńskiej utworzono – jako jedną z 8759 gromad na obszarze Polski – w powiecie kamieńskim w woj. szczecińskim na mocy uchwały nr V/45/54 WRN w Szczecinie z dnia 5 października 1954. W skład jednostki weszły obszary dotychczasowych gromad Baczysław, Kozielice (bez miejscowości Śniatowo), Kretlewo i Wysoka Kamieńska ze zniesionej gminy Wysoka Kamieńska w tymże powiecie. Dla gromady ustalono 12 członków gromadzkiej rady narodowej.
31 grudnia 1959 do gromady Wysoka Kamieńska włączono miejscowości Borzysław, Sławno i Książ ze zniesionej gromady Górki w tymże powiecie oraz miejscowości Strzegowo i Ostromice ze znoszonej gromady Troszyn tamże.
Gromada przetrwała do końca 1972 roku, czyli do kolejnej reformy gminnej.